# 57-й особый корпус (1-го формирования)
57-й особый корпус (57 ок) — общевойсковое формирование (соединение, стрелковый корпус) в Рабоче-Крестьянской Красной Армии Вооружённых Сил Союза ССР.

## Предыстория
1936 год
В соответствии с советско-монгольским протоколом о взаимной помощи от 12 марта 1936 года, на территории дружественной Монгольской Народной Республики (далее МНР) были развёрнуты воинские части и соединения Красной Армии Союза ССР.
Забайкальский военный округ (далее ЗабВО) выделял войска для оказания военной помощи МНР. Основным источником в течение двух лет для их временного пополнения являлся 11-й механизированный корпус (далее 11 мк), дислоцированный в Забайкалье.
Для отправки в МНР из 6-й механизированной бригады (далее 6 мехбр) 11 мк были откомандированы стрелково-пулемётный батальон, артиллерийская батарея и разведывательная рота, из состава 32-й механизированной бригады (далее 32 мехбр) 11 мк — 3-й танковый батальон под командованием майора Швецова. На базе 3 тб 32 мехбр и спб 6 мехбр был сформирован Моторизованный броневой полк (далее Мбп), убывший в Монголию.
31 марта японские войска (стрелковые части при поддержке двенадцати танков и трёх самолётов), перешли государственную границу МНР и атаковали пограничную заставу Адык-Долон. Герои-пограничники четыре часа отражали натиск агрессора, а затем с помощью подошедших войск отбросили напавших японцев со своей территории. Несмотря на численный перевес, японцы трусливо бежали с монгольской земли, оставив на ней сто убитых, два подбитых танка и много единиц оружия. В этом бою приняли участие монгольские бронемашины. Получив многочисленные пробоины от бронебойных снарядов, они пять раз ходили в атаку на врага, нанося ему огромные потери. Одна бронемашина была подбита в тылу врага. Когда кончились патроны в пулемётах, её экипаж пошёл в рукопашную схватку на взвод японцев…
В апреле из Московского военного округа в МНР прибыла Особая мотоброневая бригада. Командир бригады комбриг Василий Фёдорович Шипов. Дислоцировалась в г. Ундурхан (Ундер-Хан или Ундерхаан; н.п. в 330 км от Улан-Батора).,.
В октябре личный состав Моторизованного броневого полка вернулся обратно, оставив материальную часть в месте дислокации. В Монголию же убыл постоянный личный состав, прошедший обучение в 11 мк.
1937 год
В июле командиром 29-й авиаэскадрильи в МНР назначен Забалуев Вячеслав Михайлович.
В середине года руководству Монголии стало известно, что в сентябре японцы собираются напасть на МНР. В связи с этим оно обратилось к руководству Советского Союза с просьбой об увеличении военной помощи, наличие которой впоследствии и сорвало планы японцев, планировавших путём вторжения крупных военных сил, поддержанных внутренними контрреволюционными силами, быстро разгромить немногочисленную монгольскую Народно-революционную армию (далее МНРА), захватить страну и поставить у власти марионеточное правительство, состоящее из феодалов и духовенства.
12 августа 7-я мотоброневая бригада Красной Армии введена в МНР с дислокацией в г. Замын-Уудэ. Командир бригады полковник Н. В. Фекленко (1936-38).
16 августа директивой № 48593 Военного Совета ЗабВО 32 мехбр 11 мк переименована в Особую механизированную бригаду (Омехбр). 19 августа Омехбр под командованием полковника Малинина была выведена из состава 11 мк и вышла на марш в Ундурхан в МНР.
29 августа в МНР был откомандирован отдельный батальон связи 11 мк.
4 сентября Приказом НКО № 0037 от 04.09.1937 сформирован 57-й ок на территории МНР с оперативным подчинением НКО.

## История
В сентябре командиром 57-го ок[уточнить] назначен комдив И. С. Конев.
К 14 сентября, за три недели, Особая механизированная бригада совершила марш в Ундурхан в МНР.,

### 1938 год
Особая механизированная бригада с 1938 г. стала называться 11-я легкотанковая бригада. Командир бригады полковник Н. В. Фекленко (на 1.07.38). Дислоцировалась в Ундурхане в МНР.
36-я моторизованная дивизия передислоцирована из г. Читы ЗабВО на территорию МНР. Командир дивизии комбриг Иван Тимофеевич Емлин (арестован). Позже командир дивизии майор, полковник Иван Петрович Дорофеев.
В июне командиру 57-го ок комдиву И. С. Коневу присвоено персональное воинское звание «комкор».
23 июля Главным Военным советом РККА принято решение о формировании 8-й мотоброневой бригады. Основой бригады стали Особый мотоброневой полк (бывший моторизованный полк; командир полка майор В. А. Мишулин) и Особый мотоброневой отряд.
15 августа 7-я мббр имела на вооружении бронеавтомобилей: лёгких — 21 и средних — 74.
15 августа 8-я мббр имела на вооружении: лёгких быстроходных танков БТ-5 — 36, малых плавающих танков Т-37А — 8 и бронеавтомобилей: лёгких — 21 и средних — 74.
15 августа 9-я мббр имела на вооружении бронеавтомобилей: лёгких — 21 и средних — 74, Т-26 тягачей на базе лёгкого танка Т-26 — 5.
В сентябре командир 57-го ок комкор И. С. Конев назначен командующим войсками 2-й Отдельной Краснознамённой армии.
8 сентября командиром 57-го ок назначен комдив Н. В. Фекленко, служивший прежде командиром 7-й мотоброневой бригады.
В сентябре завершено формирование 8-й мотоброневой бригады, командир бригады майор В. А. Мишулин.

### 1939 год
14 января в районе горы Номон-Хан-Бурд-Обо японо-баргутская группа из армии Маньчжоу-го напала на сторожевой наряд монгольских пограничников.,
29 и 30 января японо-баргутские группы кавалеристов из армии Маньчжоу-го делали попытки захватить в плен сторожевые наряды монгольских пограничников.,
В феврале и марте на границе МНР и Маньчжоу-го произошло около тридцати нападений военнослужащих из 23-й японской пехотной дивизии (23-й пд) и баргутских кавалерийских полков на, пограничников МНР. Японские провокации облегчались тем, что степной и безлюдный район восточнее реки Халхин-Гол охранялся лишь отдельными немногочисленным дозорами монгольских пограничников. Сами монгольские пограничные заставы были удалены на 20-30 километров от государственной границы и на 40-60 километров друг от друга. Воинские части Народно-революционной армии МНР вблизи границы отсутствовали. Воинские части советского 57-го ок находились в 400—500 километрах от реки Халхин-Гол.,
Численность 57 особого ск на начало мая 1939 года составляла 5 544 человек, из них 523 — старший и средний комсостав.

#### Участие в конфликте у реки Халхин-Гол
В апреле войска корпуса начали участвовать в вооружённом конфликте на границе между МНР и Манчжоу-Го у реки Халхин-Гол с Квантунской армией на востоке Монголии.
В конце апреля монгольские пограничники в районе р. Халхин-Гол заметили активность на противоположной стороне вблизи границы: увеличилось количество автомашин, конные повозки двигались с грузом, покрытым брезентом, усилилось наблюдение (на солнце поблескивали стёкла биноклей). Монгольские пограничники через свои радиостанции установили оживление японских переговоров в эфире.,
Для защиты воздушного пространства в корпусе была 100-я смешанная авиационная бригада (далее 100-я сабр), имевшая в составе части: 70-й истребительный авиаполк, вооружённый 38-ю истребителями И-15бис и И-16, и 150-й скоростной бомбардировочный авиаполк, вооружённый 29-ю скоростными бомбардировщиками СБ.
Бригада испытывала некоторые трудности в боевой подготовке лётчиков, так как они были обучены только технике пилотирования одиночных самолётов и не обладали навыками группового воздушного боя, в поддержании в исправном состоянии самолётов, до половины истребителей были неисправными, а новые самолёты-бомбардировщики только осваивались лётчиками и техниками.,,
Японская авиация в этом районе располагалась на хорошо оборудованных аэродромах в районе г. Хайлара. Она имела 25 — 30 истребителей и до 40 разведчиков и бомбардировщиков. Лётчики имели опыт боевых действий в Китае. Во время подготовки к нападению на МНР штаб японской Квантунской армии организовал несколько авиационных учений, произвёл рекогносцировку площадок для полевых аэродромов в районе будущих военных действий, составил специальные авиационные карты.
4 мая на рассвете пограничники заставы, которой командовал Намсарэн, задержали перебежчика-баргута. Он сообщил, что японцы вывезли всё население из приграничных районов. Молодые баргуты под вооружённой охраной строили посадочные площадки. После окончания работ всех «для сохранения тайны» расстреливали.,
В ночь с 7 на 8 мая группа японцев численностью до взвода с ручным пулемётом пыталась захватить принадлежащий МНР островок посредине р. Халхин-Гол. Монгольские пограничники отразили нападение и пленили солдата 1-го разряда Такадзаки Итиро из разведывательного отряда 23-й японской пд.,
11 мая утром дозор монгольских пограничников находившийся на высоте Номон-Хан-Бурд-Обо вступил в бой с отрядом японцев, перешедшим монгольскую границу. Подошедшее подкрепление с заставы не смогло переломить ситуацию: против 20 монгольских цириков с винтовками и пулемётами наступало около 200 японцев при поддержке пулемётов и миномётов. Под натиском превосходящих сил пограничники отошли к р. Халхин-Гол и уже на этом рубеже с помощью подошедших подразделений монгольской Народно-революционной армии нарушители были с большими потерями выброшены на свою территорию.,
14 мая около 300 японо-баргутских кавалеристов нарушили границу. Они углубились на 20 километров и заняли высоту Дунгур-Обо на левом берегу р. Халхин-Гол. Японская авиация начала активные действия: производила разведывательные полёты над территорией МНР, бомбила, обстреливала из пулемётов монгольских пограничников.,
15 мая монгольские пограничники наблюдали напротив высоты Дунгур-Обо уже около 700 японо-баргутских кавалеристов.,
15 мая японские войска (отряд в составе двух пехотных рот с семью бронемашинами и одним танком из 23-й японской пехотной дивизии [23-й пд] под командованием генерал-лейтенанта Камацубара) пришедший из г. Хайлара в район горы Номон-Хан-Бурд-Обо совместно с 7-м баргутским кавалерийским полком армии Маньчжоу-го при поддержке авиации после упорных боёв против малочисленных монгольских пограничников вышли снова к р. Халхин-Гол.,
15 мая пять японских лёгких бомбардировщиков совершили авианалёт на 7-ю заставу МНР в районе горы Хамар-Даба и сбросили 52 бомбы. В результате было убито два и ранено двенадцать цириков.,
Предупреждения о готовящейся японской провокации в районе р. Халхин-Гол были получены советским руководством от советского разведчика Рихарда Зорге, работавшего в г. Токио. В связи с полученными сведениями о резком обострении обстановки на границах МНР и непрекращающимися провокационными действиями японцев Совет Народных Комиссаров СССР в соответствии с Протоколом о взаимной помощи, заключённым в марте 1936 года, дало указание подтянуть к району конфликта воинские части Красной Армии.,
17 мая утром командир 57-го ок комдив Н. В. Фекленко послал из н.п. Тамцаг-Булака, где находилось управление корпуса, к р. Халхин-Гол оперативную группу в составе стрелково-пулемётного батальона, сапёрной роты и батареи 76-мм орудий 11-й лтбр. Командование МНРА туда же направило 6-ю кавалерийскую дивизию МНРА (далее 6-я кд МНРА) усиленную дивизионом бронемашин. 6-я кд МНРА имела состав: 2 кавалерийских полка (2 сабельных эскадрона, пулемётный эскадрон, артиллерийский дивизион), броневой дивизион (эскадрон лёгких бронемашин, эскадрон средних бронемашин), эскадрон связи, транспортная рота, дивизионная школа.
21 мая командир 23-й японской пд генерал-лейтенант Камацубара в своём приказе поставил задачу — силами дивизии уничтожить войска Внешней Монголии (то есть МНР); сводный отряд под командованием командира 64-го пехотного полка полковника Ямагато при поддержке авиации должен нанести удар по монгольским войскам на правом берегу р. Халхин-Гол, отрезать их от переправы и, окружив, уничтожить. Затем, форсировав реку, создать на западном берегу реки плацдарм для дальнейшего наступления.,
Японская авиация безраздельно господствовала в воздухе, оказывала поддержку наземным частям, вела активную разведку на большую глубину, наносила удары по монгольским пограничным заставам и передовым подразделениям армии.
22 мая советско-монгольские войска перешли через р. Халхин-Гол и атаковали нарушителей, войска 23-й японской пд и 7-го баргутского кп, и к заходу солнца вышли к государственной границе.,
22 мая произошёл первый воздушный бой истребителей корпуса с японскими. Приблизительно в 12.00 пять советских истребителей И-15бис и И-16 встретились над горой Хамар-Даба с пятью японскими истребителями И-96, нарушившими монгольскую границу. Оби стороны потеряли по одному истребителю.
22-23 мая эскадрильи 22-го истребительного авиационного полка (далее 22-й иап), командир полка Hиколай Георгиевич Глазыкин, военный комиссар полка В. Н. Калачёв, из 23-й смешанной авиабригады Забайкальского военного округа перелетели на степной аэродром близ г. Тамцак — Булак. (в н.п. Баин-Тумен.) Через 3 дня автотранспортом прибыл и наземный состав. На вооружении полк имел 63 истребителя И-15бис и И-16 первых выпусков. Боевая выучка полка считалась удовлетворительной. В эскадрильях было много прекрасных лётчиков, в совершенстве владевших техникой пилотирования, мастеров меткого огня. Среди них командиры эскадрилий старшие лейтенанты А. И. Балашев и В. Ф. Чистяков, лётчики В. Ф. Скобарихин, В. П. Трубаченко, Н. В. Гринёв, И. И. Красноюрченко, А. П. Пьянков, А. Д. Якименко и другие.
Лётчики 70-го истребительного авиационного полка (далее 70-й иап)провели один бой над горой Хамар — Даба, в котором 5 советских истребителей И-15бис и И-16 встретились с 5 японскими истребителями И-96. Лётчик Лысенко был сбит. Японцы потерь не имели.,
27 мая лётчики 22-го иап провели первый бой. Утром по боевой тревоге на перехват японских истребителей вылетела группа советских истребителей. 6 советских истребителей встретились с 9 японскими истребителями И-96. В воздушном бою лётчики старший лейтенант Н. С. Черенков и младший лейтенант В. Г. Паксютов были сбиты, а капитан А. И. Савченко, пытавшийся произвести посадку на повреждённом самолёте, разбился вблизи своего аэродрома. В самолёте лейтенанта А. П. Пьянкова отказал мотор, и лётчик сделал вынужденную посадку в степи. Японцы потерь не имели.
В мае командир корпуса Фекленко доложил вышестоящему командованию о том, что удержание плацдарма на восточном берегу Халхин-Гола возможно будет только ценой больших потерь от японской авиации.
К 28 мая на границе японское командование сосредоточило для нового наступления значительные силы: части 64-го японского пп (без двух батальонов) и разведывательный отряд 23-й японской пд, 8-й баргутский кп. Сводный отряд имел 1680 офицеров и солдат разных родов войск, 900 кавалеристов, 75 пулемётов, 18 орудий, до 8 бронемашин, 1 танк.,
Советско-монгольские войска к 28 мая заняли оборону на правом восточном берегу реки, в 2-5 км от линии границы, которая простиралась по фронту до 20 км по обе стороны от реки Хайластын-Гол. В их составе было 668 командиров, красноармейцев и цириков разных родов войск, 260 кавалеристов, 58 пулемётов, 20 орудий и 39 бронемашин. Советско-монгольские войска почти в 6 раз имели больше бронемашин, по артиллерийским орудиям имели незначительное превосходство, но уступали противнику в людях почти в 3 раза, по пулемётам — в 1,3 раза. Состав: советская оперативная группа в составе стрелково-пулемётного батальона, сапёрной роты и батареи 76-мм орудий 11-й легкотанковой бригады (11-й лтбр) и монгольские войска в составе 6-й кавалерийской дивизии и дивизиона бронемашин.,
На рассвете 28 мая на рассвете в синем, безоблачном небе со стороны Маньчжурии появились японские двухмоторные бомбардировщики с истребителями прикрытия. Первая группа самолётов шла прямо на единственную переправу через р. Халхин-Гол. Строительство моста только что было закончено отдельной сапёрной ротой 11-й лтбр. Группа отбомбила плохо. В мост не было ни одного попадания. Не пострадали и сапёры. Были повреждены только две автомашины. Почти одновременно другая группа самолётов бомбила тылы советско-монгольских войск, расположенных на левом западном берегу р. Халхин-Гол. Как только самолёты, развернулись и взяли обратный курс, на северо-востоке началась артиллерийская подготовка и началось наступление. Главный удар японцы наносили своим правым флангом по левому флангу обороны советско-монгольских войск. Здесь действовала группа в составе разведывательного отряда 23-й пд под командованием подполковника Адзума и моторизованной роты под командованием капитана Ковано. Группа имела задачу обойти левый фланг советско-монгольских войск, выйти в их тыл, захватить единственную переправу и отрезать путь для отхода. Почти одновременно на правом фланге обороны советско-монгольских войск перешёл в наступление 8-й баргутский кп, который имел задачу замкнуть кольцо окружения с юга. Однако быстро выполнить свой замысел японцам не удалось. Группа под командованием подполковника Адзума, двигавшаяся по восточному берегу р. Халхин-Гол, попала под артиллерийский огонь артиллерийского дивизиона 6-й монгольской кд. Японцы продолжали рваться к переправе, неся потери. Разумную инициативу проявил командир советской батареи 76-мм пушек 11-й лтбр старший лейтенант Ю. Б. Бахтин, он переправил орудия на восточный берег и с открытой огневой позиции открыл огонь прямой наводкой по врагу. Японцы пришли в замешательство и приостановили движение. Этим воспользовались советские командиры, в контратаку перешли отдельная сапёрная рота и 1-я рота стрелково-пулемётного батальона 11-й лтбр. При поддержке артиллерии они не только остановили противника, но и почти полностью уничтожили его.,
28 мая в 22-м иап к вылету готовили 20 самолётов, но в 7.15 по боевой тревоге смогло подняться в воздух лишь одно звено на И-15бис в составе командира эскадрильи старшего лейтенанта Г. К. Иванченко, адъютанта эскадрильи старшего лейтенанта Е. П. Вознесенского и флаг-штурмана эскадрильи лейтенанта П. В. Чекмарева. Никто из них не вернулся с боевого задания.
28 мая в 22-м иап в 9.15 для воздушного прикрытия советско-монгольских частей, ведущих бой на восточном берегу р. Халхин-Гол, поднялась группа во главе с помощником командира полка майором П. А. Мягковым. В районе переправы через реку 9 советских истребителей И-16 встретились с 18 японскими истребителями И-96. В воздушном бою японцы сбили 6 советских самолётов, а ещё один сожгли, после того как пилот, потерявший ориентировку, сделал посадку в степи. Погибли замечательные лётчики майор П. А. Мягков, лейтенанты В. А. Бакаев, В. П. Константинов, А. Я. Кулешов, А. В. Лимасов, И. Ф. Пустовой. Японцы потерь не имели.
На левом фланге советско-монгольской обороны бой длился весь день. Примерно в 19.00 на помощь прибыла мотопехота, передовые роты 149-го полка 36-й мотострелковой дивизии (36-й мсд) во главе с командиром майором полка И. М. Ремизовым. Полк перевозился из н.п. Тамцаг-Булака на автомашинах за 120 километров, вводился в бой по частям, без взаимодействия с артиллерией и поэтому переломить ситуацию в свою пользу к исходу дня не смог. Короткие ожесточённые схватки продолжались и ночью, не принося успеха ни одной из сторон.,
29 мая утром на левый фланг обороны прибыл дивизион 175-го артиллерийского полка (36-й мсд) под командованием капитана А. С. Рыбкина и сразу вступил в бой. После артподготовки 175-го артиллерийского полка и дивизиона 6-й кавалерийской дивизии МНРА советско-монгольские войска пошли в атаку и отбросили японцев на 1,5 — 2 км к северо-востоку. В этих боях отличились воины Отдельной сапёрной роты, 1-й роты стрелково-пулемётного батальона и батареи 16-мм орудий 11-й лтбр, бронедивизиона 6-й кд МНРА. Поражаемые японской артиллерией, забрасываемые гранатами и бутылками с бензином, бронеавтомобили близко подъезжали к вражеским огневым точкам и почти в упор расстреливали их из своих 45-мм орудий. Мужественно дрались и монгольские кавалеристы. Двадцатичетырёхлетний командир 27-го кп Дандар Лутон в конном строю трижды водил своих цириков в атаку и взял в плен 14 японцев. Командир конного взвода Зандуй лично зарубил 10 японцев. Метко стрелял по врагу командир расчёта противотанкового орудия Дорж и его помощник Жамба. Когда погиб один расчёт пулемёта, за пулемёт лёг командир пулемётной роты Бадай и открыл огонь по врагу.,
Командир полка Н. Г. Глазыкин и комиссар В. Н. Калачёв 22-го иап проанализировали сложившуюся ситуацию в полку. Японские лётчики, получившие большой опыт войны в Китае, превосходили советских лётчиков. Это обстоятельство явилось одной из причин гибели лётчиков в воздушных боях. Требовала пересмотра организации боя: при встрече с противником строй группы самолётов и эскадрильи распадался, лётчики вели бой разрозненно. Радиостанций на советских самолётах не было, поэтому строй управлялся сигналами командира только до встречи с противником, а затем боем никто не управлял, на всех японских самолётах стояли приёмники, а на командирских и радиопередатчики. Взлёт одиночными самолётами требовал много времени на сбор эскадрильи и полка в воздухе и не обеспечивал быстрый перехват самолётов противника в воздухе. Требовали улучшения системы наблюдения, оповещения и связи. Советский истребитель И-15бис значительно уступал в скорости японскому истребителю И-96 и не имел бронеспинки лётчика. Плохое знание лётчиками района боевых действий приводило к тому, что некоторые из них теряли ориентировку и приземлялись в степи или на соседних аэродромах. О проведённом анализе и своих предложениях командир и комиссар доложили командованию 57-го ок.
За 28 и 29 мая войска Квантунской армии Японии и армии Маньчжоу-го из 2580 человек потеряли убитыми более 400 солдат и офицеров. Основная часть потерь была из группы подполковника Адзума и капитана Ковано, наступавших на левый фланг обороны советско-монгольских войск. Японское командование, опасаясь полного разгрома, отвело оставшиеся целыми войска за государственную границу.,
28 и 29 мая бои на реке Халхин-Гол показали превосходство японской авиации над советской, поэтому руководители партии и советского правительства немедленно приступили к укреплению авиации.
29 мая утром с Центрального аэродрома Москвы на трёх пассажирских самолётах группа вылетела в Монголию. Старшим был назначен заместитель командующего военно-воздушными силами РККА Герой Советского Союза комкор Я. В. Смушкевич. В группе было … опытных советских лётчиков, имевших опыт воздушных боёв в Испании и Китае. Из них 17 Героев Советского Союза.
29 мая комдив Жуков, комбриг Денисов и полковой комиссар Чернышёв вылетели в Монголию во временную командировку целью проверки состояния 57-го ок.
Разраставшийся конфликт в мае заставил увеличить военную помощь МНР и перебрасывать в район боевых действий дополнительные части Красной Армии с территории СССР. В Монголию для усиления 57-го ок срочно направляются группы командиров и политработников.
Из штаба корпуса в г. Тамцаг-Булаке лётчики группы комкора Смушкевича разъехались по аэродромам в воинские части, в том числе и полки 100-й авиабригады. Они личным примером учили не обстрелянных в боях лётчиков и превращали их в воздушных бойцов. Внушали им необходимость драться компактной группой, в тесном взаимодействии, основываясь на взаимной выручке.
Командование корпуса, начальник авиации корпуса и командир бригады организовали строительство новых аэродромов и полевых посадочных площадок. Большинство из них располагалось значительно ближе к месту боевых действий, чем раньше. За счёт своих внутренних резервов была организована чёткая служба воздушного наблюдения, оповещения и связи для обнаружения самолётов противника на всей территории района боевых действий.
3 июня проверяющий состояние войск корпуса комдив Г. К. Жуков отправил донесение наркому обороны К. Е. Ворошилову, в котором сообщил следующее: с 29 мая командование корпуса не может добиться полного введения скрытого управления войсками, по причине того, что командирские коды забыты на зимних квартирах и до 3 июня ещё не доставлены в штаб.,
5 июня в группе проверяющих 57-й ок прибыл комдив Г. К. Жуков прибыл в состав советских войск в МНР.
Автор книги «Георгий Жуков» Исаев А. приводит сведения несколько отличающиеся от сведений данных в биографии Н. В. Фекленко на сайте Механизированные корпуса РККА. 11 июня нарком обороны К. Е. Ворошилов предложил руководству партии и советского правительства отстранить комкора Фекленко и начальника авиации корпуса Калиничева от занимаемой должности и назначить командиром корпуса проверяющего войска корпуса комдива Жукова. Руководство с этим предложением согласилось и нарком обороны сразу отдал соответствующий приказ.
12 июня командир корпуса комкор Н. В. Фекленко отправил донесение наркому обороны К. Е. Ворошилову: «Командование корпусом сдал комдиву Жукову».
Командиром 36-й мд назначен комбриг Д. Е. Петров. Дивизия переформирована в мотострелковую дивизию. Полки получили новые номера — 24, 76 и 149-й.
16 июня комкор Н. В. Фекленко освобождён от должности командира 57-го ок. Командиром 57-го ок назначен комдив Г. К. Жуков.
25 июня из н.п. Матата в район боевых действий к р. Халхин-Гол начала перемещение 8-я кавалерийская дивизия МНРА (8-я кд МНРА). Дивизия имела состав: 2 кавалерийских полка (2 сабельных эскадрона, пулемётный эскадрон, артиллерийский дивизион), броневой дивизион (эскадрон лёгких бронемашин, эскадрон средних бронемашин), эскадрон связи, транспортная рота, дивизионная школа.
В конце июня – начале июля из Уральского военного округа 82-я стрелковая дивизия, отмобилизованная по штатам военного времени, прибыла в Забайкалье. Командир дивизии полковник Антюфеев И.М. (июнь-август 1939 г.),  комбриг Пось. Ф. Ф. (август 1939 г.), полковник Санаев (на лето 1939 г.). 
3 июля 8-я кд МНРА вышла в район Дзун-Хан-Ула и с этого дня принимала участие во всех боях.
5 июля 6-я легкотанковая бригада 20-го танкового корпуса отправила 1-й танковый батальон в МНР.
5 июля командованием Красной Армии была создана Фронтовая (Читинская) группа войск под командованием командарма 2 ранга Г. М. Штерна. В состав группы вошли 1-я и 2-я Отдельные Краснознамённые армии, войска Забайкальского военного округа и 57-й особый корпус.
6 июля приказом командующего войсками ЗабВО 6-я легкотанковая бригада (6-я лтбр) и 5-я моторизованная стрелково-пулемётная бригада (5-я мспбр) выведены из состава 20-го танкового корпуса и направлены в район вооружённого конфликта в МНР на р. Халхин-Гол.,,
На вооружении 6-й лтбр были лёгкие быстроходные танки БТ-5, БТ-7, лёгкие танки Т-26, лёгкие химические (огнемётные) танки ХТ-26, малые плавающие танки Т-37А, танкетки Т-27 и бронеавтомобили БА-6, БА-20, ФАИ.
В ночь с 7 на 8 июля 5-я мспбр прибыла на плацдарм на восточном берегу р. Халхин-Гол и заняла сектор ранее оборонявшийся 9-й мббр.
19 июля приказом наркома обороны СССР № 0036 57-й ок переформировывается в 1-ю армейскую группу.
На 9 сентября 1939 года корпус насчитывал:

25 809 человек личного состава (в том числе командно-начальствующего состава — 2622 человек);

265 танков;

281 бронемашин;

107 самолётов;

516 орудий;

5046 автомобилей.

## Командование
- Конев Иван Степанович, командир корпуса, (09.1937 — 07.1938), комдив.[8]
- Фекленко Николай Владимирович, командир корпуса, (8.09.1938 — 16.06.1939).[13] (8.09.1938 — 6.06.1939).[27] (с 16.08.1938 комбриг, с 10.09.1938 комдив).[27]
- Жуков Георгий Константинович, командир корпуса, (16.06 — 15.07.1939), комкор, (6.06.1939 — 19.07.1939).[28] (на 5.06.1939 комдив, с 31.07.1939 комкор).[28]

## Начальники штаба
- Кущев, Александр Михайлович комбриг
- Богданов, Михаил Андреевич 07.1939, комбриг.

## Состав
На сентябрь 1937:
- Особый мотоброневой полк. (Бывший Моторизованный броневой полк).[1]). Командир полка майор В. А. Мишулин.[11]
- Особый мотоброневой отряд.[11]
- 7-я мотоброневая бригада. Дислокация в г. Замын-Уудэ, (в МНР с 12 августа 1937; в корпусе с сентября 1937 —). Командир бригады полковник Николай Владимирович Фекленко, (1936—1938).[6]
- 9-я мотоброневая бригада (бывшая Особая мотоброневая бригада). Командир бригады комбриг Василий Фёдорович Шипов, арестован. Командир бригады майор, полковник Степан Иванович Олейников (на 1.07.38, отстранён 30.08.39 г.). Состав: 241-й автоброневой батальон, 240-й разведывательный батальон, 196-й стрелково-пулемётный батальон, 64-я рота связи, 44-я рота боевого обеспечения, 294 ремонтно-восстановительная рота , 9-й автотранспортный взвод, 392-й полевой хлебозавод, 98-й особый отдел ГУГБ НКВД.[4],[3]
- Особая механизированная бригада (в корпусе с 14 сентября 1937 года — …). Дислокация в Ундурхан (Ундер-Хан) в МНР.[9],[1]
- Отдельный батальон связи 11-го мк, (откомандирован из 11-го мк ЗабВО 29 августа 1937; в корпусе с сентября 1937 — …).[1]

На 8.09.1938: 
- 36-я моторизованная дивизия. Состав: 106, 107-й и 108-й стрелковые полки.[10] Командир дивизии комбриг Иван Тимофеевич Емлин, полковник, комбриг с 15.06.1937, арестован в 1937 или в начале 1938.[10] Командир дивизии Иван Петрович Дорофеев (врид 2.06.1938-?), майор, полковник.[10]
- 7-я мотоброневая бригада. Командир бригады полковник Константин Константинович Чистяков[29][6]
- 8-я мотоброневая бригада (с сентября 1938 — …). См. Моторизованный броневой полк, а позже Особый моторизованный броневой полк.[1] Командир бригады майор, полковник Василий Александрович Мишулин (07.1938-03.1941). Начальник штаба майор Соловьёв В. Т. (31.12.1938 — июль 1939). Дислоцировалась в г. Байн-Тумен (МНР). Состав: 234-й отдельный автоброневой батальон, 171-й отдельный стрелково-пулемётный батальон, 223-й отдельный разведывательный батальон, 597-я отдельная рота связи, 29-я отдельная рота боевого обеспечения, 311-я отдельная ремонтно-восстановительная рота, 332-й отдельный автотранспортный взвод, 372-й полевой хлебозавод, 100-й особый отдел ГУГБ НКВД, 192-й отдельный стрелково-пулемётный батальон (с 1939 г.).[11]
- 9-я мотоброневая бригада. Командир бригады майор, полковник Степан Иванович Олейников (на 1.07.1938, отстранён 30.08.1939 г.). Командир бригады полковник Иван Владимирович Шевников (30.08.1939-1.04.1941).[4]
- 11-я легкотанковая бригада (Особая механизированная бригада до 1938). Командир бригады полковник Н. В. Фекленко (на 1.07.1938). Дислоцировалась в Ундурхане (Ундер-Хане) в МНР.[9]

На 15.06.1939: 
- 36-я мотострелковая дивизия. Состав дивизии: 24, 76 и 149-й стрелковые полки. Командир дивизии майор, полковник Иван Петрович Дорофеев (врид 2.06.1938-?). Командир дивизии комбриг Даниил Ефимович Петров (06.1939-01.1941).[30]
- 7-я мотоброневая бригада. Командир бригады полковник Константин Константинович Чистяков (03.38-10.39).[6]
- 8-я легкотанковая бригада (6 июля 1939), (в литературе путают с прежним и последующим наименованием 6-я лтбр 20-го мк).[1],[23]
- 9-я мотоброневая бригада. Командир бригады майор полковник Степан Иванович Олейников (на 1.07.1938, отстранён 30.08.1939 г.).[4]
- 5-я моторизованная стрелково-пулемётная бригада (6 июля 1939).[1],[24]
- 11-я легкотанковая бригада. Командир бригады полковник Михаил Павлович Яковлев (09.1938 — погиб 12.07.1939), (с 9.09.1938 г. комбриг). Дислоцировалась в Ундурхане (Ундер-Хане) в МНР.[9]
- 100-я смешанная авиационная бригада. Командир бригады … . Дислоцировалось в МНР. Состав: управление бригады; 70-й истребительный авиационный полк (38 самолётов, истребителей); 150-й бомбардировочный авиационный полк (29 самолётов, скоростных бомбардировщиков); Обслуживающие подразделения.[14],[5]
  - 70-й истребительный авиационный полк. Командиры полка …; майор Забалуев Вячеслав Михайлович (с июня 1939). Вооружение: истребители И-15бис и И-16 в количестве 38 самолётов.[19],[20],[5]
  - 150-й скоростной бомбардировочный авиационный полк. Вооружение: скоростные бомбардировщики СБ в количестве 29 самолётов.[14]
- 22-й истребительный авиационный полк. Командир полка Hиколай Георгиевич Глазыкин. Военный комиссар полка В. Н. Калачёв. Из 23-й смешанной авиабригады Забайкальского военного округа. Вооружение: И-15бис и И-16.[19]